# ESRO 2B
ESRO-2Bは1968年に打ち上げられたヨーロッパの研究用スピン安定型天体物理学衛星。Iris (International Radiation Investigation Satellite、国際放射線調査衛星)とも呼ばれる。
欧州宇宙研究機構(ESRO)が運用し、X線と太陽エネルギー粒子線で掃天観測を行った。

## 概要
ESRO-2Bは89kgの円筒型宇宙機であり、長さ85cm、直径76cmであった。
おおよそミッション開始195日前の1968年12月、搭載する磁気テープ情報記録装置が機械的故障にみまわれた。これによって衛星からの重要情報の送信が出来なくなったため実質2つのX線実験を終止させた。
1968年5月17日、スカウトBロケットで極軌道に近い楕円軌道に投入された。
スピン安定型のESRO 2Bのスピン速度は最大40rpmであった。1971年5月8日、16282回の地球周回の後に大気圏に再突入し破壊された。

## 搭載装置
ESRO 2Bには高エネルギー宇宙船の検出、全流束太陽X線の測定、ヴァン・アレン帯陽子と宇宙船陽子の計測などのために設計された7機の装置が搭載されていた。ESRO 2Bは太陽観測のために設計されているが、太陽以外のX線源からのX線の測定も出来たと考えられている。

## 註